# Bad Soden-Salmünster
Bad Soden-Salmünster är en stad i Main-Kinzig-Kreis i Regierungsbezirk Darmstadt i förbundslandet Hessen i Tyskland.